# Aj Wej-wej
Aj Wej-wej (čínsky: 艾未未, pchin-jin: Ài Wèiwèi, příjmení Aj; * 28. srpna 1957, Peking) je čínský výtvarný umělec, architekt a občanský aktivista. 

## Život
Aj Wej-wej se narodil do rodiny básníka Aj Čchinga, který byl ovšem krátce po Wej-wejově narození prohlášen za nepřítele státu a odeslán s rodinou do provincie Sin-ťiang. Zde žil až do roku 1976, kdy byl rehabilitován a vrátil se do Pekingu. Tam Aj nastoupil na Pekingskou filmovou akademii, ale ihned po uvolnění poměrů v čínské společnosti v roce 1981 odjel do New Yorku, kde navštěvoval lekce Art Students League of New York a studoval na Parsons School of Design. Školu nedokončil, protože se roku 1993 v souvislosti s vážným onemocněním otce vrátil do Pekingu.
V Pekingu změnil svými uměleckými akcemi místní výtvarnou scénu a občanskými postoji dráždil čínskou vládu. V roce 2008 podnítil vyšetřování následků zemětřesení v S’-čchuanu, při kterém zahynulo množství studentů ve zřícených školních budovách na venkově. Aj Wej-wej natočil dokument a zveřejnil seznamy obětí, které čínská vláda tajila. Kolem zřícených školních budov vypukl skandál, protože kvůli korupci na ministerstvu školství nebyly dodrženy závazné standardy pro stavby v zónách ohrožených zemětřesením. Roku 2011 byl čínskými úřady zadržen, zbit a strávil čtyři roky v domácím vězení, než roku 2015 dostal povolení odcestovat. Do roku 2018 žil a pracoval v Berlíně. V srpnu 2018 nechaly čínské úřady Aj Wej-wejův ateliér zdemolovat, aniž by o tom umělce informovaly.

### Ocenění (výběr)
- 2012 Cena Václava Havla za kreativní disent, udělenou Human Rights Foundation
- 2013 Cena Excellence in the Arts sdružení Appraiser’s Association of America
- 2015 Ambassador of Conscience Award hnutí Amnesty International
- 2020 Cena za přínos světové kinematografii, Mezinárodní festival dokumentárních filmů Ji.hlava[2]

## Tvorba
Konceptuální tvorba Aj Wej-weje započala na přelomu 70. a 80. let a již v té době jsou v ní patrné snahy o změnu stavu čínské společnosti. Tato linka spojuje téměř všechna Wej-wejova díla až do současnosti. Snaha o vytvoření avantgardní umělecké scény v Číně v 90. letech knihami Black (1994), White (1995) a Grey Cover Book (1997) později přerostla v apel na změnu čínského režimu akty v rámci mezinárodních exhibic. Ať již se jednalo o dehonestaci neolitických čínských váz – Dropping a Han Dynasty Urn (1995) a Coloured Vases (2005), kdy v případě prvním na sérii tří fotografií zachytil její rozbití a v případě druhém jich ponořil desítky do průmyslové barvy, návštěva tisíce a jednoho Číňana v Německu – Fairytale at Documenta Kassel (2007), či jedno z posledních děl – Sunflower Seeds (2011) v Tate Modern. Toto dílo se skládalo ze 100 mil. keramických slunečnicových semínek, přičemž každé bylo ručně malováno ve vnitřní Číně. Aj Wej-wej tímto reagoval na postavení Číny v globálním světě. Jedním z nejvýznamnějších uměleckých děl, na kterém se podílel, je série fotografií Study of Perspective (2000) zachycující prostředníčky vztyčené proti světovým budovám. Aj zde otevřeně kritizoval Čínu, když svou fotografii pořídil na náměstí Nebeského klidu. Nelze opomenout účast na 48. Benátském bienále v roce 1999 a 9. a 11. Bienále architektury (2004, 2008).

### Výstavy (výběr)
- 2010 Tate Modern, Londýn
- 2012 Hirshorn Museum, Washington D.C.
- 2014 Martin-Gropius-Bau, Berlín
- 2015 Royal Academy of Arts, Londýn
- 2016 Palazzo Strozzi, Florencie
- 2017/2018 Národní galerie v Praze

### Architektonická tvorba
Oblast architektonické činnosti se dá rozdělit do tří částí – samostatná architektonická činnost, urbanismus ve spojení s kurátorstvím architektury a spolupráce se studii Herzog & de Meuron a HHF v pozici uměleckého konzultanta.
Aj Wej-wejova architektonická tvorba byla silně ovlivněna jeho bezprostředním okolím a čínskou venkovskou výstavbou. Řekl, že jedinou jeho inspirací z oblasti architektury byl funkcionalistický Haus Wittgenstein (Vídeň), postavený roku 1929 architektem Paulem Engelmannem a filosofem Ludwigem Wittengsteinem. Architekturu nikdy nestudoval, ale již jeho první dokončená stavba studia a rodinného domu na předměstí Pekingu vyvolala obrovský ohlas. Jeho stavby zaujmou svou čistotou a jednoduchostí, která nabízí srovnání s Louisem I. Kahnem, jehož však Aj v počátcích své architektonické kariéry neznal. Použití klasických místních materiálů jako šedé a červené cihly mu dovolují stavět velmi kontextuálně a zároveň levně. Těmito prvky dosahuje veškeré dekorativnosti fasády ve svých návrzích. Naprostá většina jeho návrhů je abstrahovaná na funkční konstrukce bez omítání a pouze s nutným počtem otvorů. 
V roce 2003 založil vlastní kancelář FAKE Design (název opět vybrán velmi kontroverzně, fake se v čínštině vyslovuje stejně jako anglické fuck) a toto studio od té doby staví i několik desítek staveb ročně. Přes 90 procent návrhů, které ze studia vzešly, bylo následně i realizováno. První, kdo Aj Wej-weje objevil v měřítku světové architektury, byl japonský architekt Šigeru Ban, který v roce 2001 řekl, že v Číně neexistují architekti vyjma jednoho člověka – právě Aj Wej-weje. Mezi nejvýznamnější stavby, které FAKE Design navrhl, patří Neolithic Pottery Museum v Ťin-chua (2007), podlouhlá, v řezu hexagonální budova bez oken,; Three Shadows Photography Art Center v Pekingu (2007), stavba, ve které se setkala umělecká dekorativnost (vysunuté cihly z fasády vytvářející působivou ornamentaci) se strohostí celého návrhu (Aj nepoužil jiný materiál než šedou cihlu, což se skutečností minimalizace okenních otvorů vytváří velmi čistý a kompaktní blok – jeden z typických rysů tvorby),; Red Brick Art Galleries v Pekingu (2007) či čínskou vládou povolené a po výstavbě stržené Malu Studio Shanghai (2011).
V roce 2003 rozšířil Aj Wej-wej svou činnost do oblasti urbanismu a kurátorství architektury při stavbě Jinhua Architectural Park (Ťin-chua, Čína), kde podél nábřeží vytvořil soubor pavilonů od světoznámých architektů v čele se švýcarským studiem Herzog & de Meuron, či posledním držitelem Pritzkerovy ceny Wang Šu. Urbanismem a kurátorstvím se zabýval i v roce 2008 při přípravách projektu ORDOS 100. Rozsáhlý projekt s cílem vytvoření zcela nové čtvrti v čínské poušti ve spolupráci se stem světových architektů, kdy každý navrhl jednu vilu o 1 000 m2, se dostal pouze do fáze studie, poté byl z finančních důvodů zastaven.
Významnou součástí Ajovy kariéry je spolupráce s Jacquesem Herzogem a Pierrem de Meuronem. Aj Wej-wej působí jako umělecký konzultant a má již od počátku velké možnosti zasahovat do architektonického návrhu. Nejvýznamnější projekty, které vzešly z této spolupráce jsou Národní stadion v Pekingu, tzv. “Ptačí hnízdo”, (2008) a Serpentine Pavilon v londýnském Hyde Parku (2012). Stavby tvořené touto synergií jsou stylově i myšlenkově velmi odlišné od Ajovy soukromé praxe, hlavní slovo si stále drží švýcarské studio. Avšak právě díky nim je celosvětově znám i jako architekt. Jeho ovlivnění touto spoluprací není snadno rozpoznatelné a dá se říci, že stále navrhuje svým osobitým způsobem.

### Občanský aktivismus
Výrazným prvkem Aj Wej-wejovy činnosti je občanský aktivismus. Mezi roky 2006 a 2009 aktivně provozoval kontroverzní, částečně protivládní blog na čínském serveru sina.com.cn, denně zde dosahoval návštěvnosti 100 000 unikátních návštěvníků a za dobu funkčnosti uveřejnil desítky tisíc fotografií. V květnu 2009 byl po zveřejnění 5 000 jmen obětí zemětřesení v provincii S’čchuan celý blog zcenzurován a uzavřen. Aj přesunul své aktivity na sociální sítě Twitter (@aiww) a Google Plus. V souvislosti s kauzou S’čchuan byl napaden policií a v důsledku toho musel v Německu prodělat operaci mozku. Nejvážnějším incidentem s čínskou vládou bylo jeho náhlé zatčení v dubnu 2011 a následné 81denní věznění neznámo kde. Patrně díky rozsáhlým mezinárodním protestům byl propuštěn pouze s pokutou, která však přesahovala 8 mil RMB (cca 25 mil. Kč).
Aj Wej-wejovu tvorbu přesahující hranice architektury i konceptuálního umění až k boji za lidská práva a svobodu slova nelze obecně charakterizovat. Architektonické návrhy se vyznačují strohostí, jednoduchostí a silným chápáním kontextu místa. Kurátorská činnost staví na snaze kultivovat čínskou architektonickou scénu a přiblížit ji zahraniční tvorbě za výrazné pomoci světových architektů. Konceptuální umění je definováno celoživotním bojem s čínským komunismem a zejména v poslední době s ním částečně prorůstá. Instalace většinou nespojuje vizuální linka, naplno ji však nahrazuje ideová.
V letech 2015–2017 se Aj Wej-wej zabýval mezinárodní uprchlickou krizí a strávil několik měsíců v různých uprchlických táborech po celé planetě. Pro pražskou Národní galerii vytvořil obří instalaci Zákon cesty (2017-2018) a v kině Lucerna měl premiéru jeho film Human flow (Lidský proud), který byl roku 2018 vybrán mezi 15 nejlepších dokumentárních snímků nominovaných na Oscara.
Počátkem roku 2020 natočil Aj Wej-wej dokumentární film Coronation o počátku pandemie covidu-19 ve Wu-chanu, který zachycuje běžné lidi uprostřed něčeho, co je přesahuje a co jejich život obrátilo vzhůru nohama. V roce 2020 dokončil další dokumentární film Cockroach, který dokumentuje hongkongské protesty proti extradičnímu zákonu a podává syrové svědectví o masových shromážděních, policejní brutalitě, střelbě, slzném plynu, zatýkání i zraněných. Ve filmu vystupují lidé, kteří se k protestům připojili, aniž by se předtím politicky angažovali.

## Vybrané práce

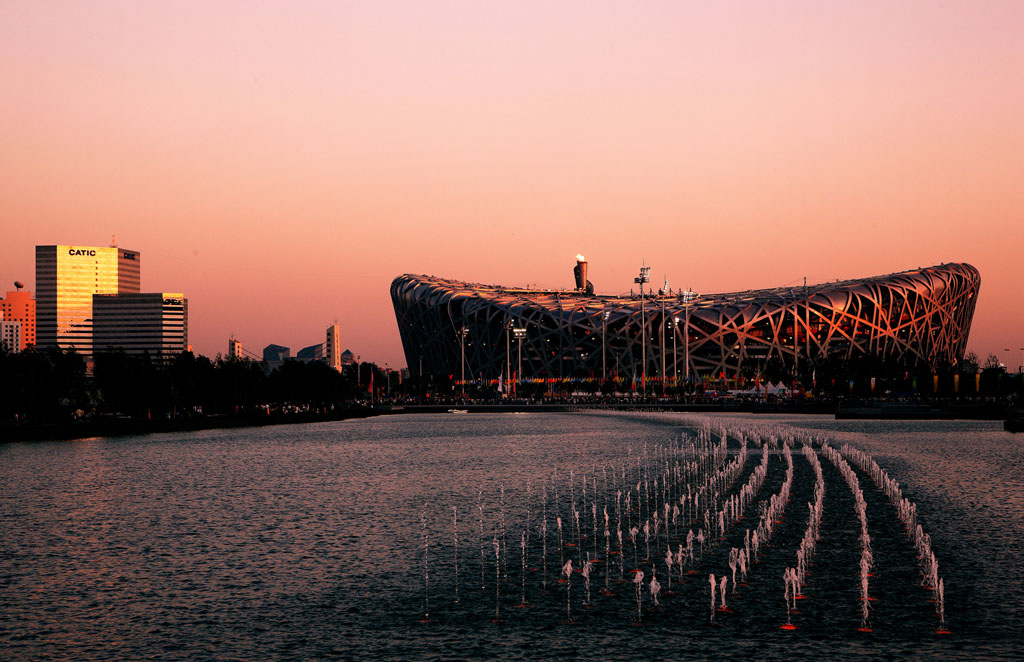
Pekingský národní stadion (2008)
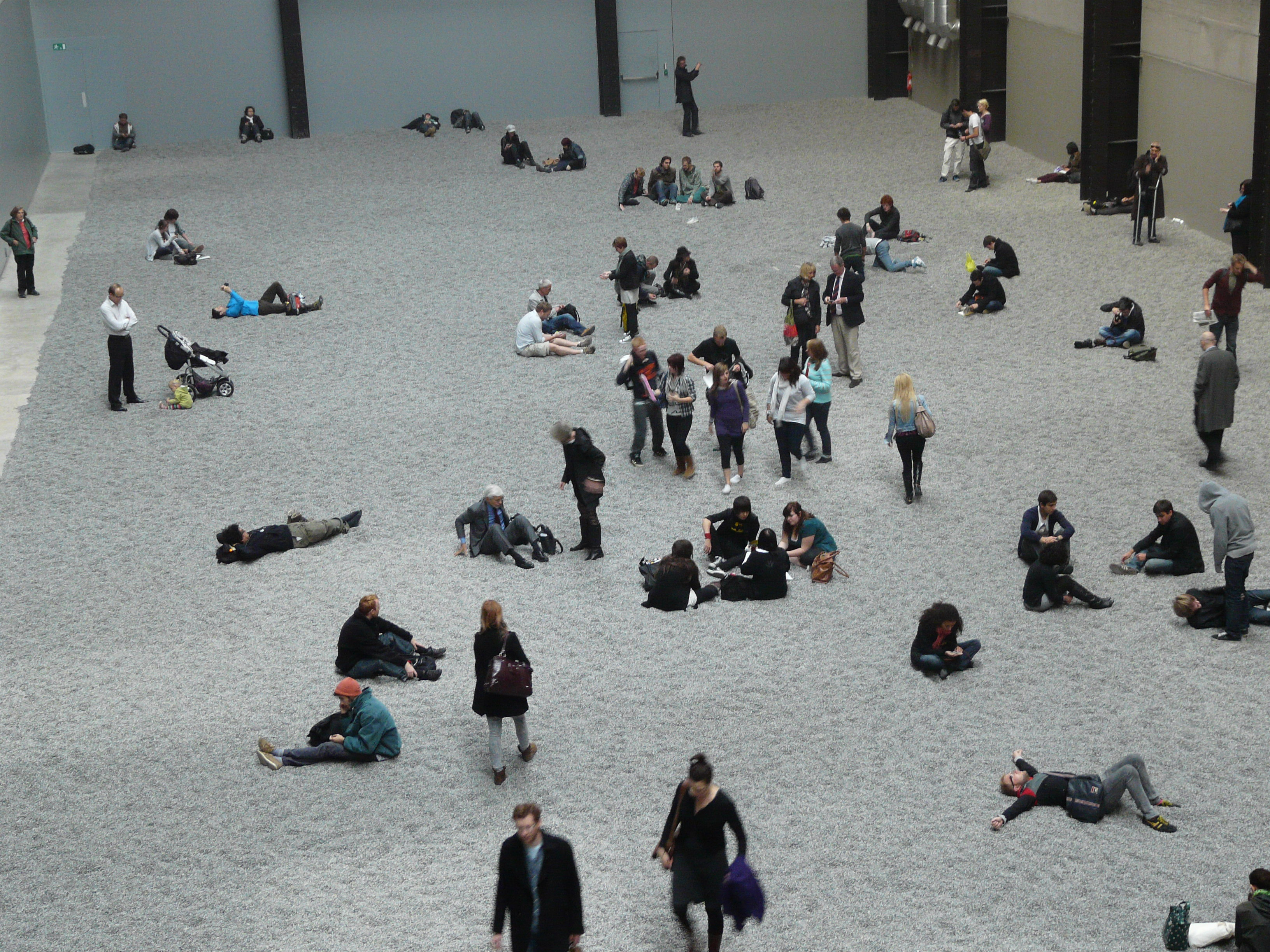
Sunflower Seeds (2010) – instalace v turbínové hale londýnské galerie Tate Modern